# Elektronen-Donor-Akzeptor-Komplexe
Elektronen-Donor-Akzeptor-Komplexe, oft auch als EDA-Komplexe abgekürzt, sind Komplexe, die Additionsprodukte aus einem Elektronendonor und einem Elektronenakzeptor darstellen. In der wissenschaftlichen Literatur wird vielfach nicht zwischen Elektronen-Donor-Akzeptor-Komplexen und Charge-Transfer-Komplexen (kurz CT-Komplexe) unterschieden. Einige Autoren differenzieren jedoch dahingehend, dass in CT-Komplexen tatsächlich eine Ladungsübertragung stattfindet, was für die EDA-Komplexe nur ein Sonderfall darstellt. Somit sind nur ein Teil aller EDA-Komplexe auch CT-Komplexe.

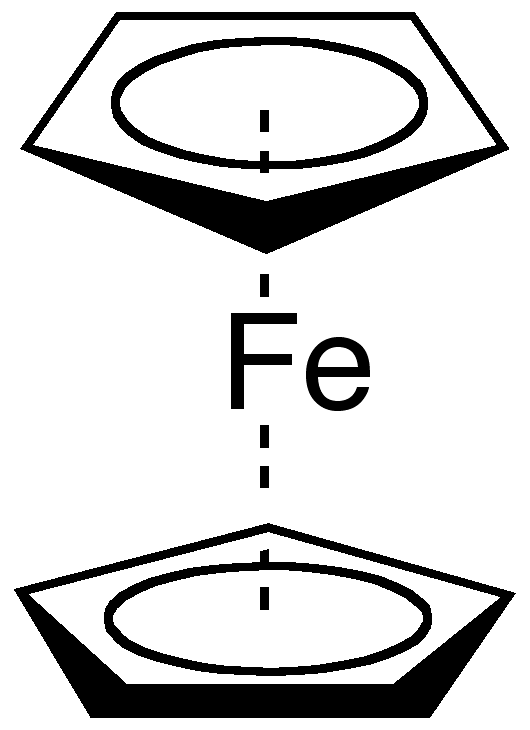
Ferrocen ist ein Beispiel für einen Elektronen-Donor-Akzeptor-Komplex mit einem Metallion als Akzeptor und zwei Aromaten als π-Donoren

Das im EDA-Komplex zur Verfügung gestellte Elektronenpaar vom Donormolekül kann entweder ein freies Elektronenpaar (n-Donor) oder ein Elektronenpaar aus einer Doppelbindung oder einem aromatischen System (π-Donor) sein. Ein Nachweis für das Vorliegen eines EDA-Komplexes liefert das Elektronenspektrum: dort tauchen sogenannte Charge-Transfer-Banden auf, die in keinem der Einzelspektren der Ausgangsverbindungen des Komplexes vorhanden sind.
EDA-Komplexe lassen sich in folgende Kategorien einteilen:
- Komplexe mit einem Metallion als Akzeptor und einem Olefin oder Aromat als π-Donor, z. B. Ferrocen
- Komplexe mit einem organischen Molekül als Akzeptor (häufigstes Beispiel hierfür ist die Pikrinsäure und andere ähnlich aufgebaute Nitroaromaten, aber auch Chinone oder Tetracyanoethylen) und einem π-Donor (z. B. Aromaten, Amine oder Alkene)
- Komplexe mit einem Halogen-Element als Akzeptor und Aminen, Aromaten, Alkoholen, Ketonen u. a. als Donor. Ein Beispiel hierfür ist die von der Iod-Farbe abweichende Färbung einer Lösung von Iod in Benzol oder Aceton.

Häufig sind EDA-Komplexe farbig, einige sind instabil und nur im Gleichgewicht mit den Ausgangskomponenten in Lösung existenzfähig, andere sind stabile kristalline Feststoffe. Die stöchiometrische Zusammensetzung ist oft 1:1, es sind aber auch nicht stöchiometrisch zusammengesetzte Komplexe bekannt. 